# Zamek w Kotli
Zamek w Kotli – barokowy zamek wybudowany w połowie XVII wieku w  miejscowości Kotla w województwie dolnośląskim.

## Historia
Zamek wzniesiony został w połowie XVII wieku przez Johanna von Mullenau i, choć przebudowywany w XIX i w początku XX wieku, praktycznie zachował swój pierwotny, barokowy charakter. W okresie PRL zamek został przejęty przez PGR i w tym okresie sala reprezentacyjna służyła za magazyn zboża. Po rozwiązaniu PGR stał się własnością prywatną.

## Architektura

### Na zewnątrz
Wjazd znajduje się przy skrzyżowaniu prowadzącym na Grochowice, poprzez bramę i duży dziedziniec gospodarczy.
Zamek jest obiektem dwukondygnacyjnym, wysoko podpiwniczonym, zbudowanym na planie prostokąta, z małym dziedzińcem pośrodku.
Mury obwodowe wzniesiono z cegły i kamienia a ściany wewnętrzne i sklepienia – z cegły. Kamień wykorzystano także do odkucia portalu oraz gzymsu koronującego. Od strony południowej dobrze widoczny jest trójskrzydłowy dach, w którego centrum znajduje się dobudówka o funkcjach widokowych.
Loggia na kondygnacji opisywanego łącznika otwiera się ku parkowi drewnianą (niegdyś ażurową} ścianą rozczłonkowaną trzema arkadami. Stąd roztacza się otwarty widok na przypałacowy park. Tylna ściana wypełniona jest trzema oknami o ostrych łukach dającymi dużo światła pomieszczeniu na dole.
Elewację frontową ozdobiono pionowymi pasami (lizenami) rozdzielającymi osie okienne. Prostokątne okna fasady ujęto tynkowymi obramieniami i ozdobione dekoracyjnymi płycinami.Okna parteru usadowiono wprost na poziomie strefy cokołowej, ponieważ usytuowanie budynku na pochyłym stoku uniemożliwiło jej wyższe wprowadzenie.
Wejście do pałacu ozdobione jest kamiennym portalem wspartym na łuku półkolistym. Pary nałożonych na siebie pilastrów po obu stronach wejścia, dźwigają architraw, odcinki fryzu i gzymsu wspierające naczółek, w którym widnieje herb założycieli.
Pałac wraz z parkiem, z XVIII w., XIX w., folwarkiem, w skład którego wchodzą: dwie oficyny, XVIII, XX w.; dwie obory, z czwartej ćw. XIX w.; spichrz z wozownią, z czwartej ćw. XIX w.; gorzelnia, z XVIII w., XIX w.; warsztat, z czwartej ćw. XIX w.; kotłownia, z czwartej ćw. XIX w.; lodownia, z czwartej ćw. XIX w. tworzy zespół zamkowo-pałacowy.

### Wnętrza
Układ wnętrz jest dwutraktowy. Prowadzi do nich sień połączona z wnętrzami ciągu reprezentacyjnego.
Przedni trakt jest przestronniejszy, prowadzi do wnętrza partii przyziemia, do którego prowadzą drewniane rzeźbione drzwi. Przy wejściu pomieszczenie zalewa światło z tylnych okien loggi. Sklepienia wsparte na czworobocznych słupach nadają pomieszczeniu surowego charakteru.
Wnętrza tej kondygnacji w większości pokryto stropami, a częściowo przesklepiono stosując sklepienie zwierciadlane z lunetami, tak jak w sali reprezentacyjnej.
Można tu zauważyć bogatą dekorację sztukatorską wypełniającą szczelnie sklepienie. Na wszystkich czterech ścianach widoczne są popiersia (dwa męskie i dwa kobiece) w otoczeniu panopliów. Dekoracje stanowią takie elementy jak: armaty, szable, maczugi, instrumenty muzyczne czy rogi obfitości zdobiące podniebienia lunet.
Wszystko to umiejętnie wpleciono w dekoracyjne plafony w centralnych częściach sklepień. Całości dopełnia wystawny kominek, którego zwężająca się górna partia ma kształt charakterystyczny dla baroku.
Dalej sień prowadzi na trójbiegowe schody z podestami, podkreślające charakter reprezentacyjny wnętrza. Stropy klatek schodowych zdobi także, może skromniejsza w formach, sztukateria w postaci listw czy pasów podkreślających szwy sklepienne. Dodatkowym uzupełnieniem wystroju klatki schodowej są ścienne nisze. Jedna w architektonicznej oprawie z muszlą w sieni drugiej kondygnacji, a druga pozbawiona dekoracji przy podeście półpiętra klatki schodowej.
We wnętrzach pałacu bardzo dobrze zachowała się stolarka drzwiowa, czego przykładem jest para drzwi u wylotów klatki schodowej oraz przegroda w partii przyziemia, która jest typem dużych przeszklonych drzwi z bogatą ornamentyką. Sposób dzielenia przeszklonych płaszczyzn, motyw kartusza ukazuje kunszt ówczesnych stolarzy.